# Klein Hitland
Klein Hitland is een buurtschap behorende tot de gemeente Zuidplas in de provincie Zuid-Holland die tot 1 januari 2010 in de voormalige gemeente Nieuwerkerk aan den IJssel lag. Het ligt in het oosten van de gemeente aan de Hollandsche IJssel tegenover Houthandel Heuvelman.
De naam Hitland komt van een oude steenplaats. Hit verwijst waarschijnlijk naar een paardenras dus Hitland betekent vermoedelijk paardenland. De naam Klein Hitland kan op twee manieren ontstaan zijn. De grootte van de buurtschap vergeleken met het andere Hitland (Groot Hitland/Ver-Hitland) of aan een oude boerderij die de naam Klein-Hitland draagt.
De oude steenovens van Nieuwerkerk liggen in de buurtschap Klein Hitland.
Ten westen van Klein Hitland ligt het natuurgebied Hitland.
Dorpen: Moerkapelle · Moordrecht · Nieuwerkerk aan den IJssel · Zevenhuizen

Buurtschappen: 's-Gravenweg (deels) · Donderdam (deels) · Eerste Tocht · Groot Hitland / Ver-Hitland · Hollevoeterbrug · Kikkershoek · Klein Hitland · Kortenoord · Oud Verlaat · De Vijfhuizen

Zuid-Holland: Steden en dorpen    Nederland: Provincies · Gemeenten